# REM fáze spánku

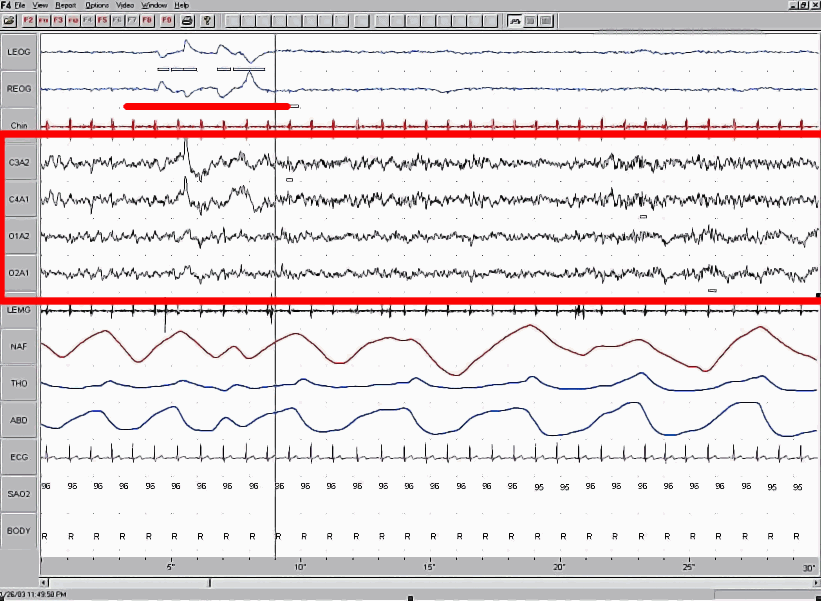
Zvýrazněná fáze REM na polysomnografu

Rapid eye movement (REM, česky rychlé pohyby očí) je fáze spánku, charakterizovaná právě rychlými pohyby očí, nízkoúrovňovou svalovou aktivitou a nízkoproudým EEG. Poprvé byla REM popsána fyziology Kleitmanem a Aserinskym v 50. letech 20. století.

## Průběh
U dospělého člověka představuje REM fáze asi 90–120 minut, tedy asi 20–25 % doby spánku. Tento podíl klesá s věkem; u novorozenců tvoří plných 80 %. Stárnutím ale není REM fáze zasažena tolik, jako NREM (non-REM) fáze spánku.
Během typického spánku vstoupí spící člověk do této fáze v průměru pětkrát, a doba, po kterou v ní zůstane, je zpočátku jen několik minut, ale s každým dalším přechodem trvá déle a déle. Subjekt trpící spánkovou deprivací ve spánku do fází REM vstupuje snadněji a častěji. Během této fáze je spánek lehčí – spící je více náchylný k probuzení a někdy může dojít ke krátkému nabytí vědomí a okamžitému opětovnému usnutí. Je vědecky dokázáno, že většina snů, které si subjekt podrobně a živě pamatuje, probíhá právě v této fázi spánku.
Během fáze REM nejsou dominantní žádné mozkové vlny, a neurony (zejména v ty v mozkovém kmeni, pontine tegmentum) vykazují přibližně stejnou míru aktivity jako při plném vědomí (tzv. paradoxní spánek), naopak některé neurotransmitery (monoaminy) jsou inhibovány. Srdeční rytmus a dýchání jsou méně pravidelné než u ostatních fází spánku. V této fázi se také projevuje noční tumescence (erekce) penisu či klitorisu.

## Příčiny
Fáze REM není z velké části prozkoumána, stejně jako její příčiny a účel – existuje pouze několik teorií, které se je snaží vysvětlit. Podle jedné z nich se člověku spícím ve fázi REM „srovnávají myšlenky“ (nebo spíše vjemy), které během předchozích několika hodin vstřebal, a (ve vztahu jeho myšlení) se filtrují a odbourávají ty náhodné okolnosti, které nemají s předmětem jeho úsilí souvislost. To má ve výsledku konsolidovat (ucelovat) a třídit (deklarativní, nikoli procedurální) paměť, resp. způsob, jakým jsou její jednotlivé stavební kameny poskládány. Druhá taková teorie tvrdí, že REM má (mj.) funkci periodicky stimulovat mozkové neurony (tj. nenechávat mozek v relativní neaktivitě po osm hodin spánku) a je nezbytná pro vývoj centrální nervové soustavy. Třetí teorie se zabývá myšlenkou, že fáze REM je potřeba proto, aby si mohly „odpočinout“ a regenerovat monoaminové receptory a znovu získat citlivost. Další teorie fázi REM vysvětlují jako faktor důležitý v přežití vyšších organismů (např. během infekce, nemoci, poranění), nebo coby mechanismus, pomocí kterého mozek i během spánku čas od času „skenuje“, zdali není daný jedinec v ohrožení.